# Nunzio Gallo
Nunzio Gallo (Napoli, 25 marzo 1928 – Telese Terme, 22 febbraio 2008) è stato un cantante e attore italiano.

## Biografia

### Gli inizi come cantante lirico
Nasce a Napoli il 25 marzo 1928, ma la sua nascita viene dichiarata dai genitori il giorno successivo, per cui all'anagrafe risulta nato il 26, mentre ha sempre festeggiato il compleanno il 25, data che coincide anche con l'onomastico.
Dotato di una bella voce, duttile e potente, prima tenorile e poi baritonale, inizia la carriera come cantante lirico per necessità e per passione, studiando al Conservatorio di San Pietro a Majella di Napoli sotto la guida del tenore Nunzio Bari e del maestro Mino Campanino. Debutta a soli 17 anni, nel 1945, al Teatro delle Palme di Napoli in uno spettacolo organizzato dalla Special Services Division dell'esercito statunitense. Il successo è tale che decide di continuare su questa strada e supera, nel 1948, un concorso di musica leggera nel quale si classifica al secondo posto, riuscendo ad entrare nella Rai.
Nel 1952 fa parte del cast della Traviata di Verdi diretta da Carlo Maria Giulini con Renata Tebaldi, Giacinto Prandelli, Gino Orlandini e l'orchestra della RAI di Milano.

### Canzonissima e il Festival di Sanremo

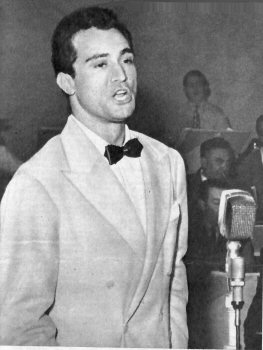
1956: Vincitore di Canzonissima

Nel 1956 vince la prima Canzonissima con la canzone Mamma e l'anno successivo vince anche il Festival di Sanremo con Corde della mia chitarra in coppia con Claudio Villa. Con la stessa canzone partecipa alla seconda edizione dell'Eurovision Song Contest (a Francoforte sul Meno) piazzandosi al sesto posto.
Nel 1957 vince anche il Concorso Nazionale della Piedigrotta con Sera d'està, a pari merito con Grazia Gresi (che presenta Dimane..chi sa').
Nel 1961 ottiene un grande successo vendendo un milione di dischi con la canzone Sedici anni.
Sempre a Sanremo, nel 1962, giunge in finale al Festival cantando in coppia con Rocco Montana un brano di Mascheroni e Testoni, Inventiamo la vita.

### Il Festival di Napoli
Nel 1958 vince il Festival di Napoli con Vurria in coppia con Aurelio Fierro e vi partecipa in altre numerose edizioni, fino all'ultima, del 1970.
Nel 1961 partecipa al Giugno della Canzone Napoletana e nel 1973 partecipa alla Piedigrotta: Le nuove Canzoni di Napoli.

### Il cinema

Nunzio Gallo nel film Così parlò Bellavista

Partecipa anche ad una ventina di film, tra i quali si ricorda Il mammasantissima di Alfonso Brescia (1979), con Mario Merola e Napoli storia d'amore e di vendetta di Mario Bianchi (1979), con Sal Da Vinci e Paola Pitagora.

### Vita privata
Nel 1959 si sposa con Bianca Maria Varriale dalla quale nascono Jerry Gallo, Gianfranco Gallo, Loredana Gallo e Massimiliano Gallo.

### La malattia e la morte
Durante il pomeriggio del 23 settembre 2007, poco tempo dopo la sua ultima esibizione in pubblico, e dopo aver ricevuto un Premio alla carriera, viene colpito da una grave emorragia cerebrale e ricoverato presso la rianimazione dell'ospedale San Giovanni Bosco di Napoli, che lascia nella mattinata del 2 gennaio 2008 per essere trasferito presso la clinica San Raffaele di Cassino. Resta nella clinica per più di un mese, durante il quale le sue condizioni peggiorano ulteriormente. Solo tre giorni prima di morire viene trasferito in un centro di riabilitazione a Telese Terme, in provincia di Benevento, ma i danni subiti dalle mancate cure a Cassino sono deleteri per cui non si riprende più e muore in quest'ultima clinica nella tarda serata del 22 febbraio, a 79 anni. Il funerale viene celebrato nella chiesa di San Ferdinando a Napoli il 25 febbraio, alla presenza di tanti colleghi e gente comune. Il suo corpo è stato cremato e riposa nel cimitero Monumentale di Napoli.
Tra i suoi successi, si ricordano: Anema nera, Inno del Napoli, Corde della mia chitarra, Paisà, Ninna nanna a Napule (con Sal Da Vinci), 'E rrose e tu, Catene d'ammore, L'ultimo pezzo di terra, Damme a mano, Serenatella 'e maggio, Solitudine, Inutilmente, Annamaria, Ammore mio, Sciudezza bella, Serenatona, O paese d'o sole, Te sì scurdato 'e Napule, Priggiuniero 'e guerra, Oilì oilà, Sora mia!, Lassammoce, Tarantelluccia, Carcere, Chella d'e rrose, Povero guappo, Sedici anni, A vucchella, La ballata del clown, Catarì e Voglio te. Ha inciso per le etichette discografiche Odeon, Vis Radio, Phonotype, Zeus.

### Omaggi dopo la scomparsa
Il 27 settembre 2024, su Rai 3, Gallo è presente nel docufilm  'O Festivàl, dove, con artisti come Claudio Villa, Aurelio Fierro, Domenico Modugno, Ornella Vanoni, Mario Trevi e Peppino Di Capri, è testimone del Festival di Napoli attraverso filmati storici.

## Discografia

### Album in studio
- 1957 – Nunzio Gallo (Odeon, MODQ 6271)
- 1957 – Successi di tutto il mondo (Odeon, MODQ 6280)
- 1978 – 16 anni (Vis Radio, LP 218)

### EP
- 1956 – Guaglione/Manname nu raggio 'e sole/Lasciami cantare una canzone/Nu quarto 'e luna (Odeon, DSEQ 490)
- 1956 – Guaglione/Suspiranno 'na canzone/Manname nu raggio 'e sole/Chitarra mia napulitana (Odeon, DSEQ 491)
- 1957 – Mamma/Addio sogni di gloria/Scapricciatiello/'Na sera 'e maggio (Odeon, DSEQ 517)
- 1957 – Corde della mia chitarra/Scusami/Venezia mia/Il pericolo n. 1 (Odeon, DSEQ 520; il 2º e 4º brano sono interpretati da Emilio Pericoli)
- 1957 – Malinconico autunno/Napule, sole mio!/Lazzarella/Serenatella 'e maggio (Odeon, DSEQ 537)
- 1957 – Santa notte/Tu scendi dalle stelle/Bianco natale/Gotine gialle (Odeon, DSEQ 547)
- 1958 – 'O sole mio!/Marechiare/Maria Marì!/Funiculì funiculà (Odeon, DSEQ 556)
- 1958 – Come pioveva/Santa Lucia luntana/Signorinella/Signora fortuna (Odeon, DSEQ 566)
- 1958 – Nostalgico slow/'O surdato 'nnammurato/Guapparia/Addio tabarin (Odeon, DSEQ 571)
- 1958 – Vurria/Torna 'a vucà/Suonno a Marechiare/'O cantastorie (Odeon, DSEQ 579)
- 1958 – A Roma è sempre primavera/Solitudine/Serenata zunzunzu/Cerco qualcuno che m'ami (Parlophon, QDSE 3953; lato A canta Giorgio Consolini)

### Singoli
- 1943 – In attesa/La bella Maria (Odeon, TW 3085)
- 1946 – Il pianino di Napoli/Passeggiata sul Tevere (Odeon, TW 3189)
- 1955 – Sull''isso t''o pò di/'A tempesta (Odeon, TW 4287)
- 1955 – Granada/Andalusia (Odeon, TW 4349)
- 1956 – Luna nnammurata/Manname nu raggio 'e sole (Odeon, TW 4347)
- 1956 – Maggio senza rose/Chitarra mia napulitana (Odeon, TW 4349)
- 1956 – Te voglio fa vasà/Manname nu raggio 'e sole (Odeon, TW 4352)
- 1956 – Manname nu raggio 'e sole/Guaglione (Odeon, DSOQ 225)
- 1957 – Scapricciatiello/Serenatella sciuè sciuè (Odeon, TW 4389; con Maria Bini e il complesso Sci Sci)
- 1957 – Addio sogni di gloria/Tornerai (Odeon, TW 4390)
- 1957 – Corde della mia chitarra/Venezia mia (Odeon, TW 4403)
- ???  – Torna a Surriento/Surdate (Odeon P 11075)
- 1957 – 'Na voce, 'na chitarra e 'o poco 'e luna/'Na sera 'e maggio (Odeon, P 11172)
- 1957 – Serenatella 'e maggio/Suonno e fantasia (Odeon, P 11181)
- 1957 – Felicità/Lazzarella (Odeon, P 11182)
- 1957 – Malinconico autunno/Napule sole mio! (Odeon, P 11187)
- 1957 – Buon anno buona fortuna/Mamma (Parlophon, QMSP 16113; lato A canta Giorgio Consolini)
- 1957 – 'Na sera 'e maggio/Dicitincello vuie (Odeon, MSOQ 89)
- 1957 – Scalella 'e seta/Sunatore 'e pianino (Odeon, MSOQ 92)
- 1958 – Sincerità/Voglio a tte (Odeon, P 11262)
- 1958 – Bast'ammore pè campà/Torna 'a vucà (Odeon, P 11263)
- 1958 – Vurria/Suonno a Marechiare (Odeon, P 11264)
- 1958 – Pecchè se canta a Napule/Chiove a zeffunno (Odeon, MSOQ 133)
- 1958 – Vurria/Suonno a Marechiare (Odeon, MSOQ 135)
- 1959 – Piove/Io sono il vento (Odeon, MSOQ 177)
- 1959 – Per tutta la vita/Né stelle né mare (Odeon, MSOQ 178)
- 1959 – Padrone d''o mare/Scurdammoce 'e cose d''o munno (Odeon, MSOQ 5220)
- 1959 – 'A rosa rosa/Accussì (Odeon, MSOQ 5221)
- 1959 – Solitudine/Primmavera (Odeon, MSOQ 5224)
- 1959 – 'E calamite blu/Uva nera (Odeon, MSOQ 5249)
- 1960 – 'Sti mmane/Sempe tu (Vis Radio, ViMQN 36601)
- 1960 – 'E rrose e tu/Nun me parlate 'e mare (Vis Radio, ViMQN 36602)
- 1960 – T'aspettavo/Cade 'na stella (Vis Radio, VLMQN 056022)
- 1960 – Vesuvio/Pienzece buono (Vis Radio, VLMQN 056023)
- 1960 – Appuntamento a Madrid/Remember this cumpà (Vis Radio, VLMQN 056024)
- 1961 – Lady Luna/Lei (Vis Radio, VLMQN 056046)
- 1961 – Napule sott'a ll'acqua/Desiderio 'e casa mia (Vis Radio, VLMQN 056049)
- 1961 – Catarì/Sora mia (Vis Radio, VLMQN 056058)
- 1961 – Tarantelluccia/'A canzona 'e Napule (Vis Radio, VLMQN 056069)
- 1961 – È colpa mia/Vernata a primmavera (Vis Radio, VLMQN 056070)
- 1961 – Credere/Ammore senza fine (Vis Radio, VLMQN 056075)
- 1961 – L'urdema canzone mia /Quann'ammore vò filà (Vis Radio, VLMQN 056079)
- 1961 – Te si scurdato 'e Napule/Comme facette mammeta (Vis Radio, VLMQN 056080)
- 1961 – Damme 'a mano/L'onne (Vis Radio, VLMQN 056087)
- 1961 – Sedici anni/Non so cos'è (Vis Radio, VLMQN 056095)
- 1961 – Napule ca se sceta/Ho pregato per te (Vis Radio, VLMQN 056106)
- 1962 – L'ultimo pezzo di terra/Breve incontro (Vis Radio, VLMQN 056115)
- 1962 – Inventiamo la vita/Ho perduto il mio io (Vis Radio, VLMQN 056116)
- 1962 – Addio...Addio.../La ragazza del chiaro di luna (Vis Radio, VLMQN 056121)
- 1962 – Ogni giorno/Voglio te (Vis Radio, VLMQN 056129)
- 1962 – Sedici anni/Breve incontro (Vis Radio, VLMQN 056133)
- 1962 – Non sai piangere/Ho perduto il mio io (Vis Radio, VLMQN 056138)
- 1962 – 'Nterr''arena/E dilla 'na parola (Vis Radio, VLMQN 056140)
- 1962 – Luna mia/Sulo (Vis Radio, VLMQN 056141)
- 1962 – 'Mbriacateve cu'mme/Napule, paraviso blu (Vis Radio, VLMQN 056148)
- 1963 – Ddoie zingare/Lassammoce! (Vis Radio, VLMQN 056148)
- 1963 – Stanotte nun sunnà/Ll'autunno è comm''a tte (Vis Radio, VLMQN 056214)
- 1963 – Serenata marenara/Nun lassà Surriento (Vis Radio, VLMQN 056215)
- 1963 – Preghiera napulitana/Serenata marenara (Vis Radio, VLMQN 056220)
- 1963 – Annamaria/Catene d'ammore (Vis Radio, VLMQN 056221)
- 1963 – Annamaria/Un gioco (Vis Radio, VLMQN 056228)
- 1964 – 'O paese d''o sole/Serenata napoletana (Vis Radio, VLMQN 056234)
- 1964 – Ammore mio/Inutilmente (Vis Radio, VLMQN 056280)
- 1964 – Anema nera/Chella d''e rrose (Vis Radio, VLMQN 056282)
- 1965 – Oilì, oilà/Canta pé me (Vis Radio, VLMQN 056297)
- 1965 – Vurria.../Sciummo (Vis Radio, VLMQN 056301)
- 1965 – Guardame/Nu suonno (Vis Radio, VLMQN 056321)
- 1965 – 'E suonne restano/Ddoje zingare (Vis Radio, VLMQN 056326)
- 1965 – La ballata del clown/Un giorno dopo l'altro (Vis Radio, VLMQN 056332)
- 1965 – Arrivederci a Napoli/Che bella jurnata 'e sole (Vis Radio, VLMQN 056333)
- 1966 – 'Stu poco 'e bene/Te chiammavo fortuna (Vis Radio, VLMQN 056372)
- 1967 – Guapparia/Sciuldezza bella! (Vis Radio, VLMQN 056377)
- 1967 – Angelica/Voce scunusciuta (Vis Radio, VLMQN 056409)
- 1968 – Dimme ca tuorne a mme/Ammore mio (De Laurentis, 8001)
- 1969 – 'O paese d''o sole/Serenata napoletana (Vis Radio, ViMQN 36997)
- 1969 – 'Na rosa e 'na buscia/'Na rosa...mille rose (S.N.D. Record, N.P. 7003)
- 1970 – Quanno sponta primmavera/Luna caprese (Boom Record, BE 287)
- 1970 – Come rugiada/L'amore non è lunatico (Zeus, BE 261; lato A canta Nunzio Gallo, lato B canta Rosalba Orefice)
- 1972 – Inno del Napoli/Uocchie e maluocchie (Shop Record, SHP 2002)
- 1972 – Guapparia/'A sirena (Zeus, BE 338/BC 4012)
- 1972 – 'O surdato nnammurato/'O sole mio (Zeus, BC 4013)
- 1972 – Malafemmena/Dduje scunusciute (Zeus, BC 4015)
- 1976 – Nostalgia/Fermati tu (Zeus, BC 5041)

## Filmografia
- Desiderio, regia di Roberto Rossellini e Marcello Pagliero (1946)
- Tarantella napoletana, regia di Camillo Mastrocinque (1953)
- La rossa, regia di Luigi Capuano (1955)
- Suor Maria, regia di Luigi Capuano (1956)
- Non cantare, baciami!, regia di Giorgio Simonelli (1957)
- Malafemmena, regia di Armando Fizzarotti (1957)
- A vent'anni è sempre festa, regia di Vittorio Duse (1957)
- Non sono più guaglione, regia di Domenico Paolella (1958)
- Arriva la banda, regia di Tanio Boccia (1959)
- I cavalieri del diavolo, regia di Siro Marcellini (1959)
- Meravigliosa, regia di Siro Marcellini (1960)
- Urlo contro melodia nel Cantagiro 1963, regia di Arturo Gemmiti (1963)
- Il figlioccio del padrino, regia di Mariano Laurenti (1973)
- L'ultimo guappo, regia di Alfonso Brescia (1978)
- Napoli... serenata calibro 9, regia di Alfonso Brescia (1978)
- Il mammasantissima, regia di Alfonso Brescia (1979)
- Lo scugnizzo, regia di Alfonso Brescia (1979)
- Napoli storia d'amore e di vendetta, regia di Mario Bianchi (1979)
- I contrabbandieri di Santa Lucia, regia di Alfonso Brescia (1979)
- Il motorino, regia di Ninì Grassia (1983)
- Così parlò Bellavista, regia di Luciano De Crescenzo (1984)
- Pacco, doppio pacco e contropaccotto, regia di Nanni Loy (1993)
- La guerra di Mario, regia di Antonio Capuano (2005)

## Programmi radiofonici Rai
- Ballata Italiana, Rapsodia radiofonica, musica di Raffaele Gervasio, testo di Edoardo Anton, con Nunzio Gallo nella parte del Corallaro, regia di Alberto Casella trasmesso il 1 novembre 1953